# T’Kout
T'Kout – miasto w północnej Algierii, w prowincji Batina.